# Novi Miljanovci (gmina Tešanj)
Novi Miljanovci – wieś w Bośni i Hercegowinie, w Federacji Bośni i Hercegowiny, w kantonie zenicko-dobojskim, w gminie Tešanj. W 2013 roku liczyła 1999 mieszkańców, z czego większość stanowili Boszniacy.